# Pachyptila
Pachyptila of prions is een geslacht van vogels uit de familie stormvogels en pijlstormvogels (Procellariidae). Het geslacht telt zeven soorten.

## Kenmerken
Prions zijn kleine stormvogels, met een lengte tussen de 25 en 28 cm een spanwijdte van 40,7 tot 45,7 cm. Alle prions zijn wit van onder en blauwgrijs van boven. Over de vleugels en de rug loopt van punt naar punt een M-vormige zwarte streep. De vogel heeft een zwart oogstreep die duidelijk contrasteert met een witte wenkbrauwstreep. De verschillende soorten zijn alleen te determineren aan de afmetingen van hun snavels.

## Betekenis van de naam
Het woord prion komt uit het Oudgrieks (πρίων) en betekent "zaag" en refereert aan een zaagtandpatroon op de rand van hun snavel.

## Soorten
- Pachyptila belcheri – Dunbekprion
- Pachyptila crassirostris – Dikbekprion
- Pachyptila desolata – Antarctische prion
- Pachyptila macgillivrayi – Macgillivrays prion
- Pachyptila salvini – Salvins prion
- Pachyptila turtur – Duifprion
- Pachyptila vittata – Breedbekprion